# Isoscelipteron borneole
Isoscelipteron borneole is een insect uit de familie van de Berothidae, die tot de orde netvleugeligen (Neuroptera) behoort. 
Isoscelipteron borneole is voor het eerst wetenschappelijk beschreven door U. Aspöck & H. Aspöck in 1991.